# 철선권
《철선권》(鐵線拳)은 중국 남파 권법 중 최대 문파를 이루는 홍가권(洪家拳)의 한 권법이다. 내공과 외공을 함께 단련할 수 있는 권법이다. 홍가권의 투로 중 가장 난해한 권법으로 유명하며 익히기 어려운만큼 완전히 체득한 후에는 가공할 위력을 소유할 수 있다. 원래는 독립된 권법이었으나 황비홍(黃飛鴻)이 홍가권에 편입시킨 후부터 홍가권의 정식 권법이 되었다.

## 구성
철선권의 투로는 전체 초식이 70식으로 이루어진 권법으로 홍가권의 권법들 중에서 가장 짧은 투로 중 하나이다. 철선권은 홍가권에 입문한 수련생들이 공자복호권(工字伏虎拳), 호학쌍형권(虎鶴雙形拳)을 익힌 후에야 비로소 전수받을 수 있는 권법으로 내공과 외공을 한꺼번에 단련할 수 있는 권법이다. 상당히 난해한 권법으로 유명하며 일반인이 보기에는 권법이라기엔 우스꽝스럽게 보이기에 체조로 인식하는 경우가 있으나 그 숨은 위력은 무시무시한 것이어서 철선권을 완전히 체득한 수련생은 가공할 외공을 소유하게 된다. 철선권의 투로를 행할 때는 웃는 것 같은 소리를 내곤 하는데 이것은 철선권 고유의 호흡법 중 하나이다. 권법을 행할 때 힘이 많이 들어가며 몸을 떨치듯이 행하는 자세가 많다. 철선권의 초식들은 은은한 가운데 폭발적인 경(經)을 터뜨리는 공격이 많고 홍가권의 고급 기술들이 포함되어 있어 상대를 일격필살할 수 있는 기술을 연마할 수 있다. 홍가권에서 힘을 기르고 기술과 자세를 연마하기 위해 익히는 12교수(十二橋手)는 주로 철선권의 기술들에서 뽑아온 것이다. 철선권을 수련하는 수련생은 외공 단련의 효과를 증강시키기 위해 양 팔에 수환(手環)을 차고 수련하곤 한다.

## 역사
철선권은 홍가권의 권법 중 가장 뒤늦게 편입된 권법 중 하나이다. 기존의 홍가권은 공자복호권, 호학쌍형권 뿐이었고 철선권은 독립된 문파의 권법이었다. 그러나 황비홍이 철선권의 고수이자 광동십호(廣東十虎) 중 한 사람인 철교삼(鐵橋三)의 제자 임복성(林福成)으로부터 철선권을 전수받아 홍가권에 편입시켰고 그 후부터 철선권은 더 이상 독립된 권법이 아닌 홍가권의 부속 권법 중 하나가 되었다. 황비홍이 철선권을 습득하게 된 계기는 아래 두 가지 설로 나뉘는데 가장 유력한 설은 첫 번째 설이다.
- 첫 번째 설은 황비홍이 철선권의 고수 임복성과 서로의 무술을 교환 전수하였다는 설이다. 황비홍이 어느 날 길에 나섰다가 떠돌이 무술사를 보게 되었는데 그 무술사는 자신의 무술을 관중들에게 시범 보이면서 물건을 팔기 위해 온 것이었다. 한참을 관람하던 중에 무술사의 창이 그만 빗나가 관람하던 사람들 중 한 사람이 그 창을 맞고 크게 다치고 말았다고 한다. 이에 의원이던 황비홍이 급히 뛰어가 지혈을 하고 응급 조치를 취하자 그 사람은 생명을 건질 수 있었다고 한다. 이에 무술사는 황비홍에게 감사를 표했고 서로 통성명을 하여 각각 황비홍, 임복성임을 알았다고 한다. 임복성의 철선권을 배우고 싶어했던 황비홍은 그 자리에서 자신에게 철선권의 전수를 부탁하였고 임복성은 흔쾌히 허락하며 자신 역시 황비홍의 홍가권을 전수받고 싶다고 하여 서로 교환 전수를 하였고 마침내 황비홍이 철선권을 습득하였다는 설이다 바로 그것이다.

- 두 번째 설은 황기영이 임복성에게 황비홍을 맡겼다는 설이다. 철선권의 창시자는 철교삼이라고 하는 이로 황비홍의 아버지 황기영(黃麒英)과 같은 광동십호 중 한 사람이었다. 황기영은 철교삼으로부터 철선권을 배웠으나 완전히 습득하지 못한 상태였고 철선권은 상당히 난해한 권법이었기에 아들 황비홍이 제대로 이해를 하지 못해 전수를 할 수 없었다고 한다. 그래서 철교삼이나 그의 제자 임복성에게 맡겨 황비홍이 철선권을 완전히 습득하도록 하기 위해 벼르다가 우연히 임복성을 만나 그에게 황비홍을 부탁하여 마침내 철선권의 전수가 이루어졌다는 설이다.

두 가지 설이 뒤섞여 황기영이 전수를 하지 못하다가 첫 번째 설의 일화로 황비홍이 임복성을 만나 서로의 무술을 교환 전수하였다는 설이 존재하기도 한다.

## 참조
영화 소림 36방의 오프닝에서 유가휘(劉家輝)가 양 손에 수환을 차고 행하던 권법이 바로 철선권이며 역시 영화 쿵푸허슬에서 조지릉(趙志凌)이 수환을 차고 적들을 제압할 때 쓰던 권법이 철선권이다. 이 둘은 모두 황비홍의 적전 제자로 실제로 홍가권을 수련한 경력이 있는 홍가권사들이다.